# Anyu a sztár
Az Anyu a sztár (Mommie Dearest) 1981-ben bemutatott színes, amerikai filmdráma. Frank Perry alkotása a legendás hollywoodi filmsztár, Joan Crawford életének feldolgozása a színésznő egyik örökbefogadott lánya, Christina Crawford Mommie Dearest című bestsellerje alapján. Joan Crawford egyszer úgy nyilatkozott, hogy ha valaha filmet forgatnának róla, szeretné, ha őt Faye Dunaway játszaná. Kívánsága teljesült, noha a producerek első választása nem Dunaway volt. A forgatás 1981. január 26-án kezdődött, és ugyanazon év májusában ért véget. Az Anyu a sztár a hollywoodi filmgyártás történetének egyik legkínosabb szakmai bukása lett, 9 kategóriában jelölték Arany Málna díjra, ebből ötöt meg is kapott. A film gyakorlatilag derékba törte Faye Dunaway addig felfelé ívelő pályafutását, és a színésznő az 1980-as években bukást bukásra halmozott. Bár karrierje végül nem szakadt meg, későbbi alakításaival már nem sikerült visszajutnia a csúcsra. A film a magyar szakirodalomban A legdrágább anya és Drága anyukám címmel is előfordul.

## A cselekmény

Joan Crawford szerepében Faye Dunaway

Hajnali 4-kor csörög az ébresztőóra Joan Crawford hálószobájában. A sztár azonnal felkel, és a fürdőszobába megy. Forró vizet enged a csapból, szappannal alaposan megmossa a karját és az arcát, amelyhez utána egy tál jégkockát szorít, hogy a forró víztől kitágult pórusok összehúzódjanak. Zuhanyzik, felöltözik, majd kocsival az MGM filmstúdióba megy. Reggel 6-kor frissen, mosolyogva kezdi az aznapi munkát.
A Crawford-villában a személyzet alapos takarítást végez. Szó nincs nagytakarításról, a filmsztár nap mint nap elvárja a makulátlan tisztaságot. Ujjait végighúzza a bútorokon és a szekrény tetején, hogy ellenőrizze, nem maradt-e por valahol. Tekintete a nappali márványpadlóján álló nagy méretű cserepes növényre esik. Carol Ann, a házvezetőnő segítségével elmozdítja a növényt: a cserép piszkos körvonala meglátszódik a fényesen ragyogó padlón. Crawford enyhe ingerültséggel a hangjában szemrehányást tesz Helgának, a takarítónőnek a felületes munkavégzésért. Az idősebb alkalmazott elnézést kér hanyagságáért a filmsztártól, aki maga áll oda eltüntetni a foltot. Megnyugtatja Helgát, hogy valójában nem rá haragszik, hanem a piszokra. Csöngetnek. Carol Ann nyit ajtót. Joan szeretője érkezik, Greg Sawitt ügyvéd. A filmcsillag azt kéri, a férfi vegye le a cipőjét már az ajtóban, hiszen éppen most takarítottak. A további ruhadarabok Joan hálószobájában kerülnek le mindkettőjükről, és a szerelmespár rövidesen már a zuhanyzóban ölelkezik. Karácsony alkalmával Crawford ajándékokat visz az árvaházban nevelkedő gyerekeknek. Az intézményt vezető tisztelendő anya köszönetet mond a jóságáért. Joan azt feleli, hogy inkább ő tartozik hálával, és mindig nagyon várja, hogy a gyerekekkel lehessen az ünnep alkalmával. Az ajándékok átadásánál néhány fotós is jelen van, akik buzgón fotózzák az eseményt. Egy tengerparti séta alkalmával Joan azt mondja Gregnek, hogy életéből csupán egy gyerek hiányzik. A férfi szerint azonban a sztár túl hiú a terhességhez. Joan elmondja, hogy Franchottól, korábbi férjétől kétszer esett teherbe, de mindkétszer elvetélt. Örökbe akar fogadni egy gyereket. Greg szerint erre semmi esélye, hiszen kétszer elvált, ráadásul színésznő, vagyis alkalmatlannak fogják találni az örökbefogadásra. Joan azt feleli, a férfi ügyvéd, találjon valami jogi kiskaput. Greg megjegyzi, hogy egy gyereknek köszönhetően Crawford többször szerepelhetne a sajtóban, ám ennek az észrevételnek Joan egyáltalán nem örül. A férfi egyébként igazat beszélt, hiszen az első ügynökségnél valóban elutasítják a filmcsillag kérelmét a Greg által is említett indokokkal. Crawford emelt hangon kéri ki magának, hogy az ügynökség vezetője bírálni merje őt. Szerinte az elutasítással az intézmény megtagadja egy szegény gyerektől egy jobb élet lehetőségét.
Greg közbenjárására valóra válik Joan álma: örökbe fogadhat egy csecsemőt, egy kislányt. Crawford a szokásosnál is alaposabb előkészületeket tesz a baba fogadására. A boldogságtól meghatottan veszi karjaiba a gyereket, akit Christinának nevez el. Megígéri, hogy mindent meg fog adni neki. Eltelik néhány év, a Crawford-villában éppen Christina születésnapi bulija zajlik. Az eseményre nemcsak a kislány barátait és a család ismerőseit hívták meg, hanem jelen vannak a sajtó képviselői is. Joan időközben még egy gyereket örökbe fogadott: egy kisfiút, akit Christophernek nevezett el. Mindkét gyereket szeretettel veszi körül, de nem feledkezik meg filmsztár mivoltáról sem: gondoskodik arról, hogy fényképek készüljenek arról, amint lányával együtt kibontják az ajándékokat. Este a gyerekszobában Christina boldogan nézegeti a sok ajándékot, köztük azt a babát, melyet Joantól kapott. Crawford azt mondja Tinának, hogy ha az tetszik neki a legjobban, akkor azt tarthatja meg. A többi ajándékot elküldik az árvaházi gyerekeknek, akiknek semmijük sincs. Megérkezik Greg. Ő is hozott ajándékot, és Joan kivételesen megengedi, hogy Christina azt is megtartsa. Egyik nap Joan a medencénél úszni tanítja Christinát, aki fáradt, de minden hiába: Crawford elégedetlen vele. Greg is szót emel a gyerek érdekében, Joan azonban azt mondja, hogy nem szeretné, ha a lányából elkényeztetett hollywoodi színészcsemete lenne. Most kell megtanulnia, hogy az életben mindig küzdenie és nyernie kell. Crawford szemrehányást tesz Gregnek, amiért nem jár közben az érdekében, hogy megkapjon egy fontos szerepet. A férfi azt feleli, hogy nem akar beleszólni az MGM vezetőjének, Louis B. Mayernek a döntéseibe. Joan úszóversenyre hívja Tinát. Előnyt ad a gyereknek, mégis ő nyer, akárcsak a visszavágón, ahol pedig még nagyobb előnyt adott. Christina igazságtalannak tartja az egész versenyt. Joan megjegyzi, hogy soha nem mondta, hogy az élet igazságos lenne. A csalódott kislány dacosan kijelenti, hogy soha többé nem fog az anyjával ilyet játszani. Joan számára elképzelhetetlen, hogy valaki ellentmondjon neki. Megtiltja, hogy Tina még egyszer ilyen hangon merészeljen beszélni vele, és felküldi őt a szobájába. A gyerek nem engedelmeskedik. Crawford elfenekeli, és bezárja a medence melletti kis faházba, hogy addig ott kell maradnia, amíg érte nem jön.

Joan rajtakapja Christinát a tükrös asztalkánál, amint őt utánozza

A kimerítő kocogásból hazatérő Joant felhívja Greg. A férfi örömhírt közöl vele: Mayer úgy döntött, hogy Crawfordnak adja a hőn áhított szerepet. A sztár magán kívül van a boldogságtól. Felrohan az emeletre, hogy elújságolja Christinának a jó hírt. A gyereket a saját szobájában találja, amint a tükrös asztalka előtt ülve éppen őt utánozza. A látvány dührohamot vált ki Joanból. Előbb fésűvel, majd ollóval esik Tina hajának, melyet rövidre vág, hiába mondja sírva a kislány, hogy így csúnya lesz. Este Joan étterembe megy Greggel, hogy megünnepeljék az új filmszerepet. A sztárt természetesen a bejárat előtt rajongók és újságírók fogadják, ő pedig boldogan mosolyogva osztogatja az autogramokat, és hagyja, hogy fotózzák. Greg nem várja meg, előremegy az étterembe. Bent Crawford nem a saját asztaluknál találja a férfit, hanem Mayer asztalánál. Kénytelen ő is odamenni. A filmcézár ragaszkodik ahhoz, hogy Joan is hozzá és a vendégeihez üljön. Hanghordozása és tekintete azonban elárulja, hogy ez nem kérés a részéről, hanem tulajdonképpen utasítás az alkalmazottjának. Otthon Crawford felelősségre vonja Greget, hogy ebben a kínos éttermi szituációban nem állt mellé, hanem szó nélkül odadobta prédaként Mayernek, pedig a stúdióigazgató tönkre akarja tenni őt. Greg szerint a valódi probléma az, hogy Joan öregszik, ám nem hajlandó szerepkört váltani. A vita hevében mindketten súlyos szavakkal illetik egymást. Greg távozni akar. Joan hiába kérleli, hogy maradjon, nem mondta komolyan mindazt, ami az imént kicsúszott a száján. Csábító pózban helyezkedik el a díványon, ám a férfit már ezzel sem tudja megbékíteni. Greg szerint Joan csak színészkedik. A filmcsillag könnyes szemekkel állítja, hogy ez most nem játék. A férfi azonban hajthatatlan. Crawford figyelmezteti, hogy ha kimegy az ajtón, soha többé nem jöhet vissza hozzá. Greg távozik. Másnap Joan a házvezetőnő segítségével az összes fotóról eltünteti a férfit: félbetépi a fényképeket, vagy ollóval csonkítja meg őket.
Joan fontos találkozóra készül Mayerrel. Nyugodt, kipihent és szép akar lenni, ezért lepihen egy kicsit. Christina és Christopher azonban annyira hangosan játszadoznak a kertben, hogy a ricsajra felébred. Magához hívja Christinát. Emlékezteti a gyereket arra, hogy Christina megígérte, csendben lesznek, amíg az anyjuk pihen. A szobájába küldi a kislányt. Nem sokkal később utánamegy. Azt látja, hogy Christina ismét őt utánozza: a babáinak tesz szemrehányást, hogy engedetlenek és nem fogadnak szót, felébresztették őt, a mamit, pedig neki nagyon fontos, hogy szép legyen a találkozóján. Crawford hang nélkül távozik. Később, amikor Tina visszatér az úszómedencétől, meglepve látja, hogy szobájából eltűntek a babái. Méltatlankodva megy át anyja szobájába, aki azonban nyugodtan közli vele, hogy inkább örüljön, hogy azok a rossz, rakoncátlan gyerekek többé nem fogják zavarni az alvásban. Az MGM irodájában Mayer kedvesen fogadja Joant, aki mosolyogva ismeri el, hogy a férfi mindig jó volt hozzá, soha nem akart neki rosszat. E szavakkal máris besétált a filmcézár csapdájába, Mayer ugyanis azt kéri tőle, hogy Crawford a saját maga – és persze a cég – érdekében lépjen ki az MGM-től. A döbbent filmsztár hiába hivatkozik arra, hogy utolsó filmjei a rossz forgatókönyvek és az alkalmatlan rendezők miatt buktak meg. Mayer hajthatatlan, kijelenti, hogy változtatásra van szükség Crawford pályáján és az MGM stratégiájában is. Meggyőződése, hogy a sztárért kapkodni fognak a konkurens stúdiók. Joan időt kér arra, hogy összepakoljon, Mayer azonban közli vele, hogy mindenét összepakolták, vagyis a filmvállalatnál tulajdonképpen mindenki tud már arról, hogy kirúgták. Crawford szeretne legalább méltósággal távozni az MGM-től, és arra kéri az igazgatót, hogy kísérje ki a kocsijához. A férfi megtagadja ezt a gesztust. Este a villájában Joan dührohamot kap. Egy hatalmas metszőollóval nekiesik a Mayertől kapott rózsabokroknak, és olyan kíméletlenül kaszabolja a növényeket, mintha magán az ajándékozón ejtene sebeket. Carol Ann-nek a gyerekeket is fel kell ébresztenie, hogy segítsenek anyjuknak. Crawford a fejszét kéri Tinától, és kivágja a Mayertől ajándékba kapott gyümölcsfát is.
Joan új szerepajánlatot kap, ám az ő pozíciójában megalázónak számító feltétellel: előbb próbafelvételt készítenek vele. A színésznő tökéletes akar lenni, Carol Ann segítségével odahaza gyakorolja a szerepet. Christina megígéri a házvezetőnőnek, hogy semmivel sem fogja felidegesíteni az anyját. A következő ebédnél a kislány nem akarja megenni a félig sült húst, amely – ha villájával megnyomkodja – piros lét ereszt. Anyja azt mondja neki, hogy az orvos szerint jót tesz a kislánynak a félig sült hús, hiszen ha teljesen megsütnék, akkor elvesznének belőle a vitaminok. Tina ennek ellenére nem hajlandó megenni az ételt. Joan közli vele, hogy addig nem állhat fel az asztaltól, amíg mindent meg nem evett. A gyerek órák múlva is ott ül. Crawfordnak el kell mennie, előtte azonban kijelenti, hogy Tinának az ebédnél meghagyott húst kell megennie vacsorára. A kislány akkor sem engedelmeskedik, és másnap reggel sem. Crawford végül nem erőlteti tovább a dolgot, csupán ingerülten jegyzi meg Carol Ann-nek, hogy miért kell még ilyesmikben is küzdelmet folytatnia. Eltelik néhány hónap. Az Oscar-díjak soron következő átadását a Crawford-villa lakói a rádión keresztül hallgatják. Óriási az öröm, amikor elhangzik, hogy a legjobb női alakításért járó díjat Joan Crawford kapja. A villa előtt újságírók várakoznak. Joan egy kis időre megjelenik az ajtóban, hogy rövid és hálás köszönőbeszédet mondjon a díjért. Miután a gyerekek lefeküdtek, Crawford – éjszakai krémmel az arcán – bemegy a szobájukba. Benéz a szekrényekbe is, ám úgy tűnik, minden a legnagyobb rendben van. De aztán észreveszi, hogy Tina egyik drága ruhája drótfogason lóg. A látvány valóságos fúriává változtatja. Őrjöngve szórja ki a szekrényből a ruhákat, miközben magán kívül ordít, hogy egész nap erejét megfeszítve dolgozik, a lánya viszont arra sem képes, hogy megbecsülje a tőle kapott drága holmikat, inkább drótfogasra akasztva tárolja őket. Beront a fürdőszobába, amelyet szerinte a kislány nem takarított össze rendesen, minden csupa piszok. Tombolva szórja a makulátlanul tiszta földre a súrolóport, és Tinával együtt nekilát, hogy felsikálja a követ. Aztán magára hagyja a gyereket azzal az utasítással, hogy rakjon rendet mindenhol: találja ki, hogyan csinálja. Christopher segíteni akar a nővérének, Tina viszont nem engedi, mert attól fél, az anyja megölné, ha megtudná, hogy az öccse is segített neki.
Joannak új udvarlója van, Ted Gelber. Egyik este Tina akkor hoz frissítőt az anyjának, amikor a pár éppen meghitten ölelkezik a filmcsillag szobájában. Másnap Crawford bentlakásos iskolába viszi a lányát. Christina a kocsiban fogadkozik, hogy megjavul. Anyja azonban hajthatatlan. Szerinte Tinának jó helye lesz az iskolában, bármikor felhívhatja őt, és az ünnepekre persze hazajöhet. Eltelik néhány év. Az egyik kimenő alkalmával Joan étterembe viszi a lányát. Christina boldogan mutatja a bizonyítványát. Crawford örül a lány eredményeinek, de számon kéri, hogy megírta-e a karácsonyi lapokat. Tina méltatlankodva feleli, hogy a vizsgáival volt elfoglalva. Joannak az ingerült válasz hallatán az a véleménye, hogy az iskola még lázongóbbá tette a lányát. Elmondja, hogy nehézségei vannak, el kellett küldenie Helgát, a takarítónőt. Tinának be kell segítenie a háztartás vezetésébe. Otthon Crawford sírva omlik össze a lánya előtt: tanácstalan, nem tudja, mit tegyen, mi lesz vele, hiszen a Warner is felbontotta a szerződését. Tinát meglepi anyja őszintesége, hiszen még sosem látta őt ennyire kiszolgáltatottnak és tanácstalannak. Megnyugtatja, hogy minden rendbe fog jönni, ő szereti Joant. A lány beleegyezik abba, hogy az iskola mellett dolgozzon. Valaha régen Joannak is dolgoznia kellett a tanulás mellett. Később Tina a hálószobában eszméletlen állapotban találja Crawfordot. Azt hiszi, valami baj érte az anyját, és rémülten hívja át hozzá Carol Annt. A házvezetőnő megnyugtatja, hogy semmi komoly baj nincs, Joan egyszerűen csak részeg.
Christinát az egyik iskolatársa randira hívja. Estére beszélnek meg találkozót. Lovaglás után az istállóban ölelkezni kezdenek. Egyik társuk, Vera rajtakapja és beárulja őket. Joan botrányt rendez az iskola igazgatója, Mrs. Chadwick irodájában. Nem éri be azzal a büntetéssel, hogy a kedvezményeket megvonják a fiataloktól. Szerinte például a fiút azonnal ki kell rúgni. Mrs. Chadwick közli, hogy az ehhez hasonló esetekben nem alkalmaznak ilyen súlyos szankciókat. Crawford erre azonnal kiveszi a lányát az iskolából. Hazafelé menet a kocsiban figyelmezteti Tinát, hogy kifogástalan viselkedést vár el tőle, mert nála vendégeskedik egy újságírónő, aki éppen egy cikket ír róla. Nagyon fontos, hogy jó benyomásai legyenek mindenről és mindenkiről. Barbara Bennett, az újságírónő csodálkozik, mennyire megnőtt Christina, mióta utoljára látta. Joan megjegyzi, hogy lányát éppen most rúgták ki az iskolából, ám Christina szerint ez hazugság. Crawford áthívja Tinát a szomszéd szobába. Felelősségre vonja az engedetlen viselkedése miatt, hogy szégyenbe hozta az újságírónő előtt, pedig előre szólt, hogy milyen fontos neki ez az újságcikk. A vita hevében arcul üti a lányát. Christina harciasan megkérdezi tőle, hogy egyáltalán miért fogadta őt örökbe. A meglepett Crawford azt feleli, hogy szüksége volt valakire, akit szerethet. Tina nem hisz neki. Joan elismeri, hogy az örökbefogadás révén számított egy kis extra nyilvánosságra is. A filmcsillag nem tudja, mit tegyen a lányával, nem érti, Tina miért nem teszi meg azt a keveset, amit kér tőle. A lány azt feleli, hogy azért, mert ő nem a rajongója. Crawford nem bírja türtőztetni magát, szó szerint Tina torkának esik, a földre dönti, és fojtogatni kezdi. Közben azt kiabálja, hogy a lánya sosem szerette őt. A dulakodás hangjaira besiető Barbara és Carol Ann alig bírják leszedni Joant a levegő után kapkodó Christináról. Crawford egyházi vezetésű bentlakásos iskolába adja a lányát, ahol a legszigorúbb fegyelmet kéri a számára.

Joan arcon üti Christinát (Diana Scarwid és Faye Dunaway)

Joan élete egyenesbe jön. Házasságot köt Alfred Steele-lel, a Pepsi Cola-cég egyik igazgatójával. Tina nagykorú lett, befejezte az iskolát. Elmegy meglátogatni az anyját. A villában megismerkedik Joan új férjével is. Együtt mennek el megnézni a férfi készülő irodáját. Crawford nagy energiával és fantáziával irányítja az átalakítási munkálatokat, nem törődve a költségekkel, noha Alfred szerint a kiadásokat vissza kéne fogni. A filmsztár szerint férje pozíciójához elengedhetetlen bizonyos nívó, és mivel a férfi kitűnő üzletember, biztosan úrrá lesz majd az anyagi problémákon. Joan ugyanakkor egy centet sem hajlandó kölcsönadni Tinának, szerinte a lányának meg kell tanulnia úrrá lenni a nehézségeken. Búcsúzáskor Alfred ad némi pénzt a lánynak, arra kérve őt, hogy ez maradjon kettőjük titka. Néhány évvel az esküvő után Alfred meghal. A Pepsi Cola-cég vezetősége hosszú határidőt ígér Joannak arra, hogy törlessze férje adósságait, ám a lakást el akarják venni tőle, és nem tartanak igényt a közreműködésére az igazgatótanácsban sem. Crawforddal azonban nem lehet ilyen könnyen elbánni. Megjegyzi, hogy 100 ezer Pepsi-részvénye van, és esze ágában sincs átengedni másnak a férje üresen maradt székét. Kilátásba helyezi viszont, hogy amennyiben az igazgatóság nem változtat az álláspontján, akkor befolyását és hírnevét, melyeket addig a Pepsi javára vetett be, a cég ellen fogja fordítani. A sajtó az ő kétélű fegyvere. Az igazgatóság belátja, hogy engedékenyebbnek kell lenniük az özveggyel, hiszen Crawford veszedelmes ellenség lenne.
Joan meglátogatja a lányát, aki egy kicsiny, bérelt lakásban él. Ajándékot hozott neki: azt az értékes láncot, melyet Alfredtől kapott. Megígérteti Tinával, hogy soha nem fogja zálogba adni az ékszert. A lány beszámol élete eseményeiről. Anyja példáját követve egy ideje ő is a színészettel próbálkozik, szerepet kapott egy szappanoperában. Joan szerint ez jó iskola egy kezdő színésznek. Otthon Carol Ann-nel együtt megnézi Tinát a tévében. Az a véleménye, hogy a lánya fejlődik, valami jót is tanult mellette. Egy nap ebéd közben Christina rosszul lesz. Kórházba viszik, ahol kiderül, hogy tumor van a petefészkében. Crawford meglátogatja a kórházban, sőt a szappanopera producerét is értesíti lánya váratlan betegségéről. Hamarosan Joan bukkan fel a tévében, hogy a szappanoperában átmenetileg átvegye Tina szerepét, noha a figura mindössze 28 éves. A betegágyán fekvő Christina nem akarja látni az adást. Az idő múlásával fordul a kocka: Joan az, aki ágynak esik, és már nincs ereje ahhoz, hogy személyesen menjen el átvenni egy neki ítélt díjat. Christinát küldi maga helyett. Carol Ann elviszi neki azt a ruhát, amelyben meg kell jelennie a gálán. Tina a nevelőanyja nevében, az ő szavait használva veszi át a díjat, majd a képernyőn keresztül gratulál neki az elismeréshez, és elmondja, hogy szereti. Joan a betegágyában fekve könnyes szemekkel nézi a lányát a tévében. Nemsokára meghal. Ravatalán a koporsója mellett Christina bevallja, hogy mindig szerette az anyját. Carol Ann biztosítja arról, hogy Crawford is nagyon szerette Tinát. A végrendelet felolvasása viszont nagy meglepetést okoz: a filmsztár semmit nem hagyott se Christinára, se Christopherre. A fiú szerint mint mindig, most is Crawfordé volt az utolsó szó. Christina kételkedve kérdez vissza: Tényleg?

## Háttérinformációk

### Az igazi Joan Crawford

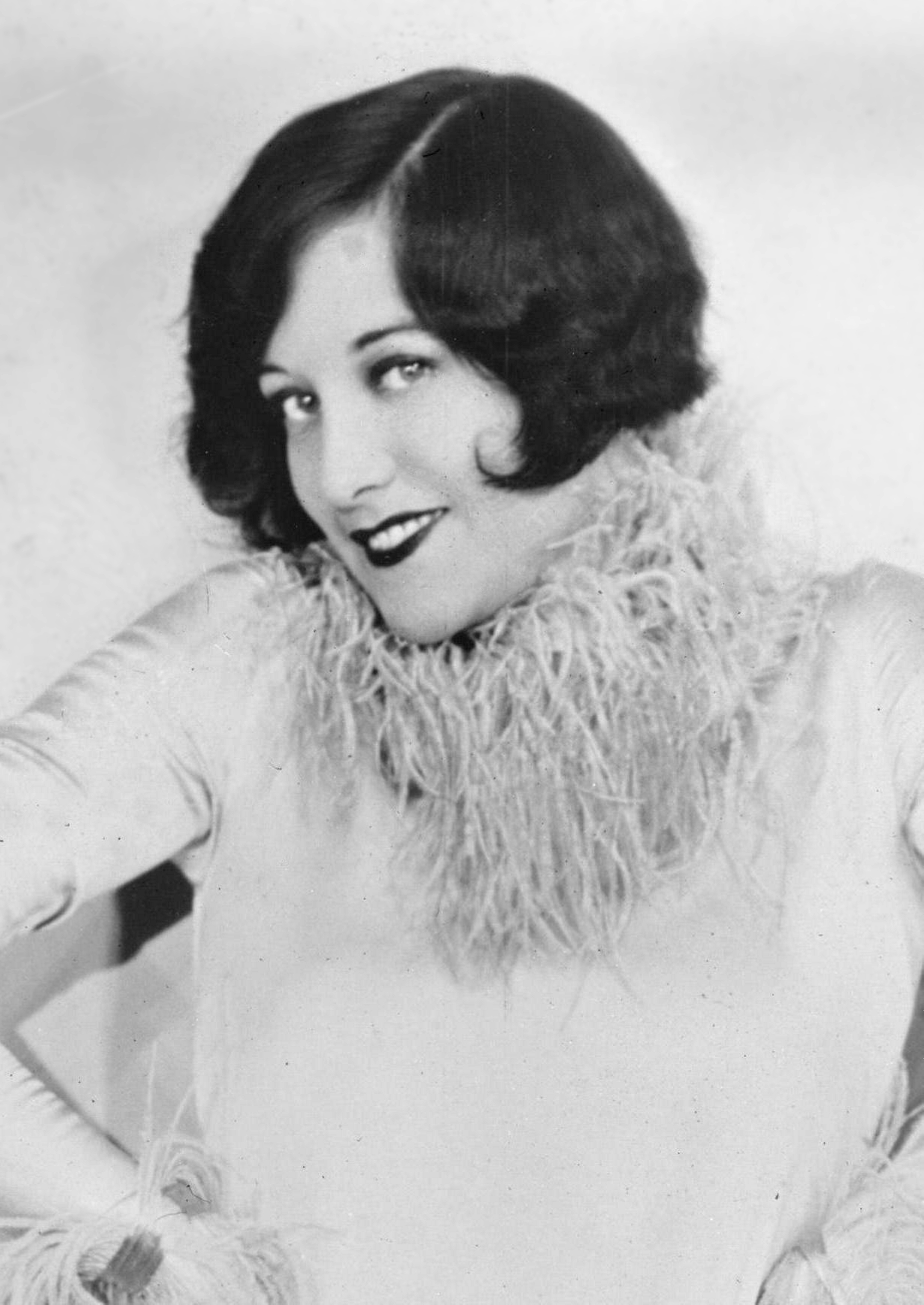
Az igazi Joan Crawford 1927-ben

Joan Crawford (1904–1977) élete valóban kész regény volt, hiszen a legnagyobb mélységekből jutott el a legnagyobb magasságokba. (Maga a sztár az 1960-as évek elején írta meg élete történetét, mely szintén sikerkönyv lett.) Eredeti neve: Lucille Fay LeSueur. Apja és anyja még az ő születése előtt különváltak. Lucille-nek 16 esztendős koráig három pótapukája volt. A fiatal lánynak nem volt könnyű az élete, hiszen tízévesen már dolgozni küldték, és későbbi életrajzírói szerint otthon gyakran megverték. 1923-ban megnyert egy amatőr táncversenyt, és mivel feltűnően szép lány volt, megnyíltak előtte az érvényesülés útjai. Chicagóban, Detroitban és New Yorkban lépett fel. Szépsége és tánctudása hamar felkeltette a filmesek érdeklődését. Az MGM hosszú távú szerződést ajánlott neki. A vállalat vezetői gyorsan felismerték, hogy milyen csodás kincsre leltek a lányban, és hozzáláttak, hogy sztárt faragjanak belőle. Először is megváltoztatták a nevét: Lucille Fay LeSueurből Joan Crawford lett. 1928-as filmje, az Our Dancing Daughters hozta meg számára a nagy áttörést. Egyike lett a hangosfilm első sztárjainak. Eleinte zenés-táncos produkciókban szerepeltették, szerepeinek skálája csak fokozatosan szélesedett ki. Ahogyan azonban a sztárokkal lenni szokott, néhány év után Crawford csillaga sem ragyogott már annyira fényesen, és az 1940-es évek elején az MGM ejtette őt. Joan ekkor a Warnerhez szerződött, ahol pályája újabb fordulatot vett. Kiderült, hogy a drámai szerepek különösen testhezállóak számára. Kertész Mihály Mildred Pierce című filmjében nyújtott alakításáért 1946-ban megkapta a legjobb színésznőnek járó Oscar-díjat. (Később még kétszer jelölték.) Az 1950-es években sem esett ki a filmesek és a közönség kegyeiből, elég csak Nicholas Ray kultuszfilmjét, a Johnny Guitart (1954) említeni.
Úgy tűnt, magánélete is szerencsésen alakul. 1955-ben kötötte negyedik házasságát, méghozzá Alfred Steele-lel, a Pepsi Cola-cég egyik igazgatójával. (Előző férjei: Douglas Fairbanks Jr., Franchot Tone és Phillip Terry, valamennyien színészek.) A kiváló üzleti érzékkel megáldott Crawford minden tekintélyét és befolyását latba vetette férje cége érdekében. Lépten-nyomon azt hangoztatta, hogy ő csak és kizárólag Pepsit iszik. Közvetlen környezete persze tudta, hogy ezeknek a nyilatkozatoknak kevés a valóságalapjuk, hiszen ha Joan olykor meg is ivott egy-egy Pepsit, szomjúságát főleg a legdrágább szeszes italokkal oltotta. Kedvencei közé tartozott a Smirnoff vodka és a Dom Perignon pezsgő. A Pepsi-cég illetékesei mindenesetre hittek neki, ezért Alfred Steele 1959-ben bekövetkezett halála után Crawford elfoglalhatta néhai férje helyét a cég igazgatótanácsában. A cég vezetősége tisztában volt a színésznő nevének reklámértékével, melyre egészen az 1970-es évek elejéig igényt tartott. Az üzleti életben elért sikerekkel párhuzamosan Joan színésznői karrierje hanyatlani kezdett. A Mi történt Baby Jane-nel? (1962) újabb szerencsés fordulópontot jelentett a pályáján, mivel Robert Aldrich filmjét kedvezően fogadta a kritika és a közönség. Mind Crawford, mind pedig a húgát játszó Bette Davis iránt hirtelen újra feltámadt az érdeklődés. Joan igyekezett a lélektani horror sikerét meglovagolni, ám végül a B-filmeknél kötött ki, melyeknek jószerivel csak az ő szereplése adott némi rangot. Az 1970-es évek elején előbb a filmezést hagyta abba, majd 1974-ben – állítólag egy rosszul sikerült fotó miatt – teljesen visszavonult a nyilvánosságtól. Utolsó éveiben egy keresztény gyülekezet elkötelezett tagja lett. Hasnyálmirigyrákban hunyt el. Halála után több mítoszromboló könyv jelent meg róla. Örökbe fogadott lánya, Christina regénye, a Mommie Dearest lett a legismertebb, de más szerzők is szorgoskodtak Crawford nimbuszának megtépázásában. Egyik életrajzírója például azt állította, hogy Joan fiatal lányként egy pornófilmben szerepelt, melynek kópiáját az MGM igazgatója, Louis B. Mayer megvásárolta, hogy – üzleti érdekből – megóvja sztárja imázsát. Egyes írásművekben a színésznőt nemcsak férfifalónak, hanem leszbikusnak is beállították. Persze kellő részletességgel ecsetelték alkoholfogyasztási szokásait is. Művészete azonban túlélte a személyével kapcsolatos botrányokat, és Crawford az új évezredben is Hollywood egyik klasszikus sztárjának számít.

### A botránykönyv

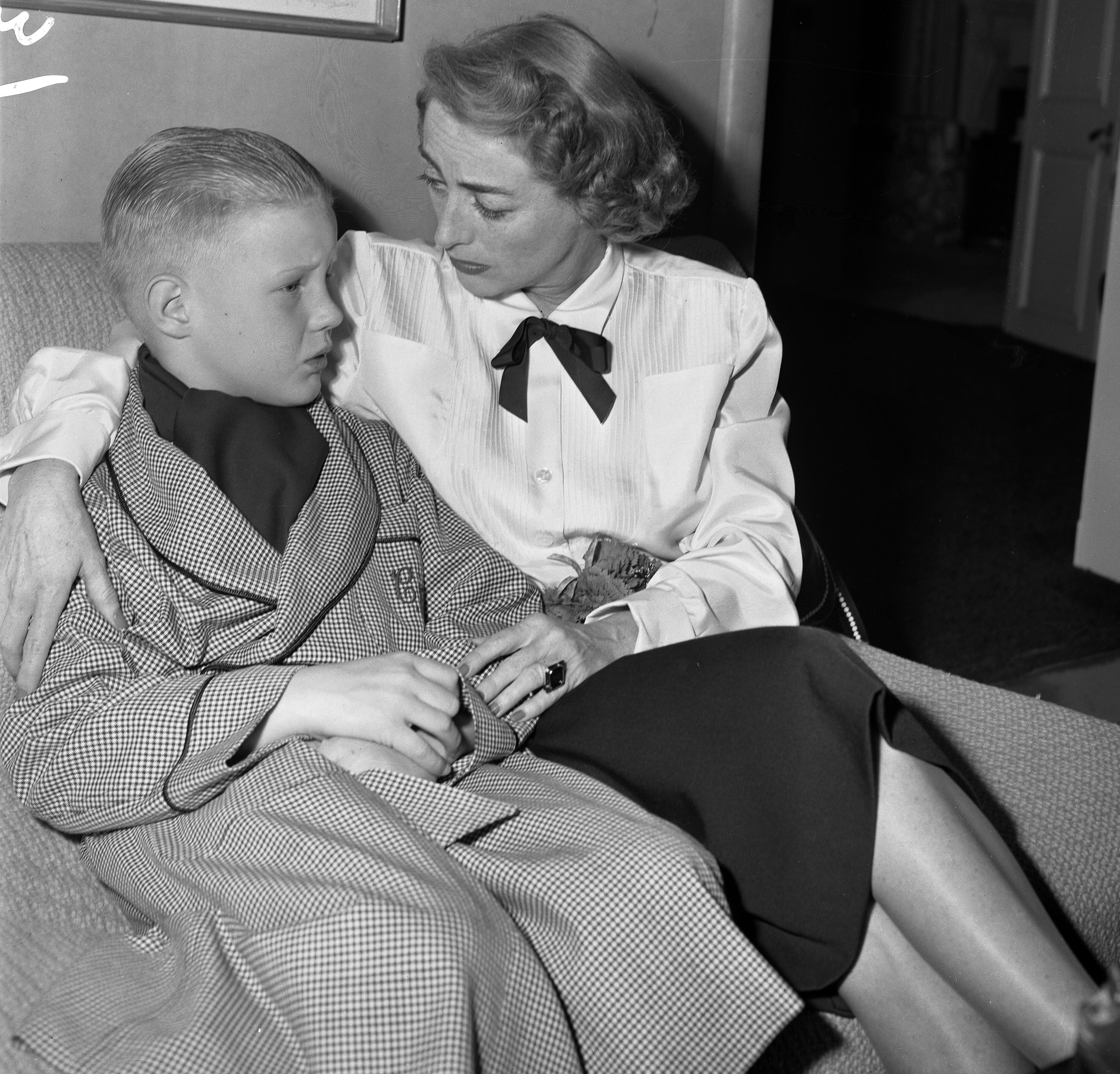
Joan Crawford és Christopher 1951-ben

Állítólag még élt Joan Crawford, amikor nevelt lánya hozzálátott, hogy könyvet írjon róla, amely végül néhány hónappal a sztár halála után jelent meg. A Mommie Dearest az 1978-as amerikai könyvpiac slágere lett, ám akik szeretet- és kegyeletteljes írásműre számítottak, nagyot csalódtak. Christina a nevelőanyját alkoholista, nimfomániás, labilis idegzetű, kiállhatatlan perszónaként írta le. Állítása szerint Crawford gyötörte és megalázta őt és fivérét, már gyerekkoruktól kezdve. Így például ha szopták az ujjukat, nevelőanyjuk az ágyhoz kötözte őket. Ha valamit nem ettek meg, minden egyes étkezésnél addig rakták eléjük ugyanazt, amíg el nem fogyasztották. Crawford tisztaságmániás volt, ezért gyakran felsúroltatta a gyerekeivel a padlót, akár még este is. Egy ízben Joan állítólag magából kikelve őrjöngött, amikor felfedezte, hogy lánya szekrényében drótfogason lógnak a drága ruhák. Egyszer szó szerint Christina torkának esett, és meg akarta fojtani a lányt. Christina kijelentette, hogy szerinte Crawford valójában mindegyik gyermekét (a sztár összesen négy gyermeket nevelt fel) csupán reklámcéllal fogadta örökbe, hogy ezzel is megfeleljen a róla kialakított „a család sztárja” imázsnak. A hollywoodi villa falai között azonban „a legdrágább anya” – Crawford állítólag megkövetelte ezt a megszólítást – igen gyakran nézett a pohár fenekére, mohó szexuális étvágya pedig nem csak a férfiakra terjedt ki.
A Mommie Dearestnek óriási volt a visszhangja, hiszen tulajdonképpen ez volt az első „leleplező”, mítoszromboló sztáréletrajz. A könyv rövid időn belül a bestsellerlista élére került, több millió példányt adtak el belőle. Emberek tömegei olvasták elborzadva és szánakozva Christina sanyarú gyerekkorának históriáját, ám szép számmal akadtak olyanok is, akik inkább az elhunyt Crawfordot vették védelmükbe. A néhai díva hűséges barátnője, a szintén legendás filmcsillag, Myrna Loy például határozottan kijelentette, hogy a Christina által megírt incidensek egyikéről sincs tudomása. A maga részéről kifogásolható viselkedést sokkal inkább tapasztalt Christinánál, mint Joannál. Crawford első férje, Douglas Fairbanks Jr. filmszínész így nyilatkozott: „Az a Joan Crawford, aki valaha a feleségem volt, egyáltalán nem azonos azzal, aki a Mommie Dearestben szerepel.” Cindy és Cathy, Crawford két másik örökbe fogadott lánya szintén elítélően nyilatkozott Christina könyvéről. Cathy ezt mondta: „Az én anyám nem azonos azzal a nőszeméllyel, aki abban a könyvben szerepel. Azzal a Joan Crawforddal én sohasem találkoztam. Anyám melegszívű, szeretetteljes asszony volt, akit egész életemben hiányolni fogok.”
A negyedik testvér, a vietnámi veterán Christopher viszont megerősítette Christina kijelentéseit, sőt előadta a saját emlékeit is. Állítása szerint egyszer gyufával játszott, mire Crawford büntetésből a tűzbe tartotta a kezét. Hetekig tartott, míg begyógyultak a sérülései. Ötéves volt, amikor Christina játékból ráadta Joan egyik ruháját. A sztár rajtakapta őket, és állítólag katonai derékszíjjal verte össze Christophert. A férfi a botránykönyv megjelenése után így nyilatkozott a nevelőanyjáról: „Gyűlöltem azt a rettenetes némbert! Tudom, hogy borzalmas dolog ilyet mondani, de rászolgált.” Rossz nyelvek szerint Christinának és Christophernek egyébként is minden okuk megvolt arra, hogy gyűlöljék a nevelőanyjukat, ugyanis a díva így rendelkezett a végakaratában: „Christina lányomról és Christopher fiamról nem kívánok gondoskodni az általuk is jól ismert okok miatt.”
Néhány filmsztár – például Bette Davis, June Allyson, Helen Hayes és Betty Hutton – megerősítette, hogy a Christina által leírt esetek egy része valóban megtörtént. Hutton korábban Crawford szomszédja volt, és azt állította, hogy többször látta a gyerekeket egy-egy incidens után, sőt gyakran áthívta őket magukhoz, hogy Christina és Christopher az ő gyerekeivel játsszanak. Joan egyik legjobb barátnője, Eve Arden színésznő azt mondta, hogy a néhai filmcsillag nagyszerű asszony volt ugyan, de anyának valóban nem volt tökéletes. 1998-ban a Mommie Dearest „jubileumi kiadás”-ban újra megjelent, ám Christina a könyvet – talán a film szakmai kudarca miatt is – részben átdolgozta. 50 oldalt kihagyott az eredeti szövegből, viszont 100 oldalnyi új anyag került a műbe. Az eltelt évtizedek nem szépítették meg az asszony emlékeit, az átdolgozások ugyanis egyáltalán nem azt a célt szolgálták, hogy Joan alakját árnyaltabban mutassák be. Christina főleg azokat a részeket mellőzte, melyek az első kiadás kritikusai szerint nemcsak Crawfordra, hanem rá is rossz fényt vetettek. A jubileumi kiadásban konkrétan megnevezett néhány olyan személyt, akik addig név nélkül szerepeltek a könyvben. A kiegészítésekben a korábbinál részletesebben taglalta nevelőanyjával való kapcsolatát az 1970-es években, illetve bővebben írt Christopher sorsáról, a fiút ért egykori bántalmazásokról.

### A forgatási előkészületek
Mivel a Mommie Dearest óriási könyvsiker volt, természetesen a megfilmesítésére sem kellett sokat várni. A Paramount Pictures szerezte meg a jogokat. A kulcskérdésekbe Christina beleszólást kért és kapott, már csak azért is, mert férje, David Koontz volt az egyik producer. A rendezésre felmerült Franco Zeffirelli neve. A jeles rendező Crawfordot Hollywood áldozataként akarta bemutatni. Christina nem értett egyet ezzel a koncepcióval, ezért Zeffirellit ejtették. A rendezői székbe Frank Perry ülhetett, aki ugyan nem volt akkora tekintély a szakmában, mint Zeffirelli, viszont megbízható és kompromisszumokra kész mesterembernek számított. Perry részt vett a forgatókönyv megírásában is. Ez a munka egyáltalán nem volt könnyű, hiszen egyrészt figyelembe kellett venni a játékidő szabta korlátokat, másrészt el kellett kerülni az esetleges jogi problémákat. E szempontoknak köszönhető, hogy Crawford négy gyereke közül csupán ketten (Christina és Christopher) szerepelnek a filmben, a másik kettőről szó sem esik. A színésznő házasságai közül csak a negyedikkel foglalkozik a film, bár ez részben azzal magyarázható, hogy a történet eleve a sztár második házassága után kezdődik. Kimaradt a filmből Joan tevékenysége a keresztény gyülekezet tagjaként élete utolsó éveiben. Szerepösszevonásokra is sor került. Greg Savitt például kitalált figura, alakjában Crawford harmadik férjének (Phillip Terry) és a díva számos szeretőjének bizonyos jellemvonásait gyúrták egybe. Carol Ann, a házvezetőnő személyében azoknak a háztartási alkalmazottaknak a jellemző tulajdonságait egyesítették, akik Crawfordnál dolgoztak 1937 és 1977 között. Crawford szerepére Anne Bancroftot kérték fel, aki tökéletesen megfelelt Christina elképzeléseinek. Az Oscar-díjas színésznő azonban végül visszaadta a szerepet, állítólag azért, mert nem nyerte meg a tetszését a forgatókönyv.

### Dunaway, a sztár
Christina Crawford szerint Faye Dunaway miután értesült arról, hogy a főszerepre új színésznőt keresnek, korabeli filmdívának öltözve, előzetes bejelentés nélkül állított be Frank Perry rendezőhöz, hogy jelentkezzen a szerepre. Tina állítólag nem akarta, hogy Dunaway játssza Joant, talán éppen azért, hogy ebben is szembeszálljon néhai nevelőanyja akaratával, aki az 1970-es években azt mondta, hogy ha egyszer megfilmesítenék az életét, szeretné, ha őt Faye Dunaway játszaná. Crawford igen szigorú kritikusa volt a pályatársainak, fiatal kolléganőjéről azonban elismerően nyilatkozott. Amikor egy interjú alkalmával véleményét kérték a hollywoodi új színésznemzedékről, Crawford kijelentette: „Szerintem csupán Faye Dunawayben van elegendő tehetség és kitartás ahhoz, hogy igazi nagy sztár lehessen.” Dunaway szerződtetése a filmhez olyasfajta előnyökkel járt, melyekkel szemben Christinának is engednie kellett. Faye Oscar-díjas színésznő volt, nevének megvolt a maga kereskedelmi vonzereje, amely egy hollywoodi produkció esetében mindig nagyon fontos szempont. Ha pedig valaki netán megvádolta volna az alkotókat, hogy tiszteletlenül közelítettek a legendás Crawfordhoz, akkor a támadásokat ki lehetett védeni azzal, hogy éppen Joan kívánságának megfelelően választották ki a főszereplőt. Azt is érdemes volt figyelembe venni, hogy Dunaway és Frank Perry 10 évvel korábban már dolgoztak együtt a Doc (1971) című westernben, tehát voltak tapasztalataik egymás munkamódszereiről. Perrynek az volt a véleménye, hogy Dunaway méltó utódja Hollywood klasszikus sztárjainak. Így nyilatkozott róla: „Nagyon szerencsés vagyok. Együtt dolgozhattam az összes színésszel, akikkel akartam. Faye Dunawayért különösen rajongok. Szeretem őt, és úgy érzem, nem értékelik kellőképpen, pedig szerintem ragyogó színésznő.”
Faye a  Hálózat (1976) című drámával jutott pályája csúcsára. A filmben nyújtott alakításáért végre átvehette a legjobb színésznőnek járó Oscar-díjat. (Korábban már kétszer jelölték.) Ekkoriban dúskált a felkérésekben, ám a tervezett projektek egy része nem valósult meg. Ráadásul pályájának e különösen fontos szakaszában két évre felhagyott a filmezéssel, hogy rendezze magánéleti ügyeit. Visszatérésnek szánt új filmje, Az első halálos bűn (1980) azonban megbukott. Az Anyu a sztár annak lehetőségét kínálta, hogy Dunaway egy neki való, parádés szerepben újra az érdeklődés középpontjába kerüljön. Faye nagy tisztelője volt Crawfordnak, akiről így nyilatkozott: „Joan Crawford volt számomra a mozi királynője, a valaha létezett legnagyobb amerikai filmsztár. Kétségbeesetten szeretett volna anya lenni, és végül adoptált négy gyermeket. Úgy érezte, csak így tudja elviselni a harmincas-negyvenes évek hollywoodi stúdióinak szörnyű hajszáját. Joan és Christina konfliktusa abban gyökerezett, hogy sohasem tudták megérteni egymás világát. Joan szegénységben és bizonytalanságban volt gyermek, Christina pedig a filmsztár gyermekének gazdag világában élt.” Dunaway abban reménykedett, hogy a filmvásznon neki sokkal árnyaltabban sikerül majd megjelenítenie Joant, mint Christinának a könyv lapjain.
Dunaway az Actors Studio egyik leghíresebb tanítványa volt, aki mindig arra törekedett, hogy ne csupán játssza, hanem élje a szerepeit. Joan Crawford megszemélyesítéséhez is ennek megfelelően látott hozzá. Gondosan tanulmányozta a sztár fotóit, filmjeit és életrajzát. Megfigyelte, hogy Crawford arcának karaktere idősebb korára észrevehetően megváltozott. Több órán át kísérletezett a maszkmesterrel együtt, míg rájött annak titkára, hogy Joan miként feszítette meg az arcizmait a kívánt hatás elérése érdekében, és sikerült kialakítani a jellegzetes Crawford-megjelenést. A szerephez készült kosztümökkel állítólag sok probléma volt, és a bulvársajtó szerint Dunaway egy ízben valóságos dührohamot kapott, mikor változtatni akartak valamit az egyik szoknyája ráncain. Nem tudni, ez a híresztelés igaz-e, mindenesetre a híres jelmeztervező, Irene Sharaff később meglehetősen pikírt megjegyzések kíséretében emlékezett vissza a Faye-jel való közös munkára. A híres drótfogas-jelenet különösen nehéz volt Dunaway számára. Önéletrajzi könyvében azt írta, hogy valósággal rekedtre üvöltötte magát a próbákon, de a végeredménnyel elégedetlen volt. Végül barátjától, Frank Sinatrától kért tanácsot, aki partnere volt előző filmjében, Az első halálos bűnben. Sinatra egy olyan hangképzési technikára tanította meg, melynek segítségével Faye hangja mélyről jövő és erőteljes lett. A színésznő annyira azonosult Crawforddal, hogy állítása szerint úgy érezte, mintha megszállta volna őt Joan szelleme. A forgatás végén így nyilatkozott: „Az Anyu a sztár főszerepe olyan volt, mintha egy görög tragédiát játszottam volna. Amióta filmezek, ez volt a legnehezebb szerepem.” Rossz nyelvek szerint a stáb alig várta a munka végét, mert Dunaway pokollá tette a forgatást a dühkitöréseivel és a sztárallűrjeivel. Pedig valójában csupán arról volt szó, hogy Faye annyira átlényegült Crawforddá, hogy a labilis idegzetű filmsztár szerepéből nem tudott egyik pillanatról a másikra kilépni, amint lekapcsolták a jupiterlámpákat.

### A fogadtatás
Az Anyu a sztárt a kritikusok igen rosszul fogadták. A rettegett filmkritikus, Roger Ebert például így kezdte a recenzióját: „El se tudom képzelni, ki akarja kitenni magát annak, hogy ezt a filmet megnézze.” Faye Dunaway alakításáról különösen megoszlottak a vélemények. Voltak, akik úgy vélték, briliáns alakítást nyújtott Crawford szerepében, szuggesztív volt és meggyőző, másoknak viszont az volt a véleményük, hogy túljátszotta a szerepet, és nem megszemélyesítette, hanem inkább parodizálta Crawfordot. A véleménykülönbségek természetesen az elismerésekben is megmutatkoztak. Néhány szavazaton múlt csupán, hogy Dunawayt a New York-i filmkritikusok megválasszák az év színésznőjének, miközben ugyanezért az alakításért a díva megkapta a legrosszabb színésznőnek járó Arany Málnát (Bo Derekkel megosztva). A híresnek igen, rangosnak már aligha mondható díjat 1 évvel korábban alapították, és az Anyu a sztár rögtön rekordot állított fel: 9 kategóriában jelölték, és ötben nyert is. A film rossz híre annyira tartósnak bizonyult, hogy 1990-ben elnyerte az évtized legrosszabb alkotásának járó Arany Málnát is, 2005-ben pedig esélyes volt „Az elmúlt 25 év legrosszabb drámájá”-nak járó díjra is. A bemutató óta eltelt évtizedek alatt az Anyu a sztár valamelyest átértékelődött, sőt az új évezredben bizonyos értelemben kultuszfilmmé vált. Egyik nagy rajongója például John Waters, a bizarr alkotásairól nevezetes különc rendező, aki elvállalta, hogy audiokommentárt mondjon a film 2001-ben megjelent Hollywood Royalty DVD-kiadásán. Az IMDB-n 4026-an szavaztak a filmre, melynek átlagpontszáma: 6,3. Ez egy többszörös Arany Málnás-produkció esetében meglepően jó érték. Az Anyu a sztár 2009. február 3-án az Amerikai Egyesült Államokban újabb (immár a 3.) DVD-kiadásban jelent meg az I Love the 80’s elnevezésű sorozatban. A kiadvány része egy bónusz CD a film zenéjével.
Az inkább negatívnak mondható szakmai fogadtatás ellenére a film anyagilag nem volt bukás, hiszen 5 millió dollárba került, és csak az Amerikai Egyesült Államokban 19 milliót jövedelmezett a moziforgalmazásból. (Ehhez jött később még 9 millió dollár a videokölcsönzésekből. A DVD-eladások pontos adatai bizonytalanok, de alighanem már túl vannak az 5 millió dolláron.) Alig egy hónappal a bemutató után az Anyu a sztárnak ugyanolyan fanatikus rajongótábora kezdett kialakulni, mint néhány évvel korábban a Rocky Horror Picture Show-nak (1975). A lelkes rajongók Ajax tisztítóspray-vel (a filmben használt márka) és drótfogasokkal felszerelkezve jártak a vetítésekre. A Paramount illetékesei felismerték, hogy a film akaratlanul is parodisztikus felhangokat kapott, és propagandakampányukat ennek megfelelően átszervezték. Új reklámszlogenjük ez lett: „Meet the biggest MOTHER of them all.” (Találkozzon mind közül a legnagyobb ANYÁ-val.)
Noha az eltelt évtizedek alatt a filmhez hasonlóan Faye Dunaway alakításának megítélése is valamelyest pozitív irányba változott, a színésznő mégsem emlékszik vissza szívesen erre a produkcióra. Looking for Gatsby című önéletrajzi könyvében például feltűnően keveset foglalkozik az Anyu a sztárral. A könyvben megemlíti, hogy barátai annak idején le akarták beszélni őt Diane Christensen megformálásáról a Hálózatban, mondván, hogy hátrányosan fogja befolyásolni a karrierjét az a szerep (végül számos díjat kapott érte), pedig inkább az Anyu a sztárról kellett volna őt lebeszélni, amely valóban negatívan hatott a pályafutására. Állítása szerint Christina Crawford ellenállásán meghiúsult azon próbálkozása, hogy Joant árnyaltabban, kevésbé szélsőségesen ábrázolja. Életrajzi könyvében Dunaway említést tesz egy olyan filmjelenetről, mely egy tábortűz mellett zajló beszélgetést örökített meg Joan és Christina között, és amely némi magyarázatot adott volna Crawford kiszámíthatatlan viselkedésére. Faye-t állítólag megdöbbentette, hogy ezt a kulcsfontosságú jelenetet a forgatás kezdetén vették fel, holott eljátszásához olyan fokú érzelmi kapcsolatra lett volna szükség a színészek között, ami néhány nap alatt még nem alakul ki. A jelenetet kivágták a végső változatból.
Christina Crawford sem volt elégedett. Ő azt nehezményezte, hogy a játékidő miatti szükségszerű tömörítések és egyszerűsítések miatt az Anyu a sztár nem tükrözte vissza kellőképpen a valóságot. A filmben például Joan azután esik neki metszőollóval és fejszével a rózsakertnek, miután elbocsátották az MGM-től. Christina szerint azonban effajta dühkitörésekre többnyire konkrét indok nélkül került sor. A híres ruhafogas-jelenetet a film összekapcsolja a fürdőszoba kövezetének felsikálásával, holott Tina szerint ezek időben távolabb történtek. Kifogásolta például azt is, hogy a film elején az látható, hogy Crawford a cselédlánnyal együtt súrolja a padlót, noha szerinte ilyesmi soha nem történt. A filmsztár elvárta a makulátlan tisztaságot, de soha nem állt oda takarítani, többnyire csak ellenőrizte, hogy Tina és Christopher elég alapos munkát végeztek-e. Christina állítólag a bemutató után néhány nappal elment megnézni a filmet egy Los Angeles-i mozi délutáni előadásán, ahol ő volt az egyetlen néző.

### A cenzúra
Az Anyu a sztárt az amerikai televíziós bemutatók alkalmával néhány helyen cenzúrázták, ami kicsit meglepő annak fényében, hogy a produkció korábban esélyes volt a legjobb családi filmnek járó Young Artist Awardra. A CBS az 1983-as tévépremier érdekében 10 percet vágott ki a filmből. A tévéváltozatokból hiányzik az opusz egyik leghíresebb szállóigéje, a „Don’t fuck with me, fellas!”, melyet Joan a Pepsi-cég vezetőségének mond, miután férje halála után ki akarják tenni a luxuslakásból és az igazgatótanácsból. Helyette az hangzik el, hogy „Don’t mess with me, fellas!” Hogy Dunaway szájáról ne lehessen leolvasni az eredeti mondatot, az ominózus helyen a képkockákat is kicserélték, és Crawfordot hátulról mutató snittek kerültek a filmbe. A „fuck” szó helyére azonban olyan ügyetlenül vágták be a „mess”-t, hogy azonnal észre lehet venni, hogy a színésznő eredetileg nem ezt mondta. A legérthetetlenebb változtatás az volt, hogy egyszerűen kihagyták a drámai kísérőzenét abban a jelenetben, amelyben Joan metszőollóval és fejszével esik neki a rózsakertnek. Egyes tévécsatornák megrövidítették azt a képsort is, melyben Joan és Alfred a New York-i lakás költségeiről vitatkoznak.

## Érdekességek
- Nem Faye Dunaway volt az első, aki eljátszotta Joan Crawford szerepét. Egy évvel korábban, 1980-ban mutatták be a The Scarlett O’Hara War című tévéfilmet, mely arról az évtizedekkel korábbi versengésről szólt, hogy ki játssza Scarlett O’Hara szerepét az Elfújta a szél (1939) című legendás produkcióban. Crawford is az esélyesek között volt, a tévéfilmben Barrie Youngfellow alakította őt.
- A film egyik producere Dunaway akkori élettársa, későbbi (második) férje, Terence O’Neill sztárfotós volt.
- A CBS megtagadta a támogatását a filmtől, ezért nem lehetett cím szerint említeni azt a szappanoperát, melyben Crawford átvette a lánya szerepét. Ez valójában a The Secret Storm című sorozat volt, amely 1954-ben kezdődött, az ominózus szerepcserére pedig 1968-ban került sor. Az IMDB cáfolja azt a közkeletű feltételezést, hogy az Anyu a sztár ezen jeleneteit egy másik híres amerikai szappanopera, a The Happy Days díszletei között vették volna fel.
- Dunaway híres mondata, a „No wire hangers!” az Amerikai Filmintézet listáján minden idők 100 leghíresebb filmes szállóigéje között a 72. helyen szerepel, míg a Premiere filmmagazin 2007-es hasonló listáján ugyanez az idézet a 89. helyet foglalja el.
- A Hollywood Royalty DVD egyik interjújában Rutanya Alda elmondta, hogy egyszer belenézett Christina Crawford szekrényébe, ahol drótfogason lógtak a ruhák.
- A Keselyű három napja (1975) című film magyar DVD-változatán Faye Dunaway filmográfiájában az Anyu a sztár eredeti címe Mommie Dearest helyett Mummy Dearestként szerepel, melyet ennek megfelelően Drága múmiámnak fordítottak.

## Főszereplők
- Faye Dunaway (Joan Crawford)
- Diana Scarwid (a felnőtt Christina Crawford)
- Steve Forrest (Greg Savitt)
- Howard Da Silva (Louis B. Mayer)
- Mara Hobel (a gyerek Christina Crawford)
- Rutanya Alda (Carol Ann)
- Harry Goz (Alfred Steele)
- Michael Edwards (Ted Gelber)
- Jocelyn Brando (Barbara Bennett)
- Priscilla Pointer (Mrs. Chadwick)

## Díjak és jelölések

### Arany Málna díj
- 1982 díj Frank Yablans (legrosszabb film)
- 1982 díj Frank Yablans, Frank Perry, Tracy Hotchner, Robert Getchell (legrosszabb forgatókönyv)
- 1982 díj Faye Dunaway (legrosszabb színésznő, megosztva kapta Bo Derekkel)
- 1982 díj Diana Scarwid (legrosszabb női mellékszereplő)
- 1982 díj Steve Forrest (legrosszabb férfi mellékszereplő)
- 1982 jelölés Frank Perry (legrosszabb rendező)
- 1982 jelölés Mara Hobel (legrosszabb női mellékszereplő, legrosszabb új felfedezett)
- 1982 jelölés Rutanya Alda (legrosszabb női mellékszereplő)
- 1990 díj Frank Yablans (az 1980-as évek legrosszabb filmje)
- 1990 jelölés Faye Dunaway (az 1980-as évek legrosszabb színésznője, jelölve még Az első halálos bűn, A gonosz lady és a Supergirl című filmekért is)
- 2005 jelölés Az elmúlt 25 év legrosszabb drámája

### Young Artist Award
- 1982 jelölés Legjobb családi film
- 1982 jelölés Mara Hobel (legjobb fiatal színésznő)